# Dürrholz

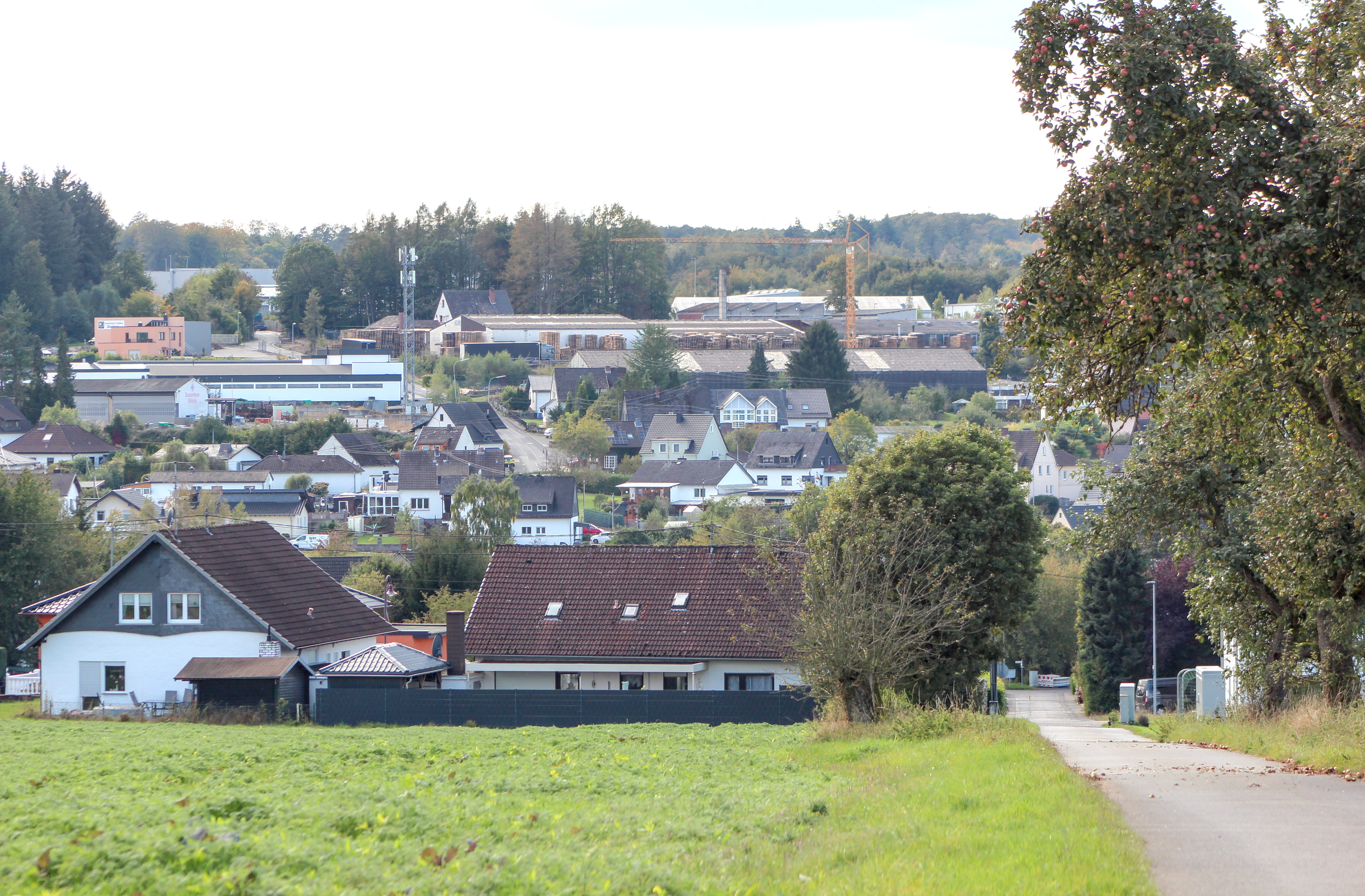
Ansicht von Daufenbach

Dürrholz ist eine Ortsgemeinde im Landkreis Neuwied im Norden von Rheinland-Pfalz. Die Gemeinde liegt im Westerwald und gehört der Verbandsgemeinde Puderbach an.

## Geographie

### Lage
Hügel und kleine Täler beschreiben die Geographie der Ortsgemeinde Dürrholz. Die geographische Höhe beträgt zwischen 230 m im Grenzbachtal bei Werlenbach bis 360 m ü. NHN auf der Anhöhe zwischen Daufenbach und Linkenbach. Der Muscheider Bach, der Daufenbach und der Werlenbach durchfließen die Gemeinde und münden in den Grenzbach, der wiederum in die Wied mündet.

### Gemeindegliederung
Die Ortsgemeinde besteht aus drei Ortsteilen:
| Ortsteil   | Einwohner (1) |
| Daufenbach | 641           |
| Muscheid   | 320           |
| Werlenbach | 230           |

## Geschichte
Dürrholz ist ein historisch gewachsenes Gebilde, der Name steht schon seit Jahrhunderten für die drei Ortschaften Daufenbach, Muscheid und Werlenbach.

### Dürrholz
Der Name Dürrholz deutet darauf hin, dass die Dörfer Daufenbach, Muscheid und Werlenbach im Zuge der größeren Waldrodungen im 11. und 12. Jahrhundert entstanden sind. Andere Deutungen des Gemeindenamens leiten sich vom fränkischen „durr“ oder „dern“ her, was so viel bedeutet wie „viel“ oder „groß“. Hieraus kann der Schluss gezogen werden, dass die Region waldreich war.
Das Gebiet der Gemeinde Dürrholz gehörte im 15. Jahrhundert zum hohen Grafengericht der Grafen von Wied, zur „Hohen Veste Urbach“. Eine erste urkundliche Erwähnung des Namens Dürrholz stammt aus dem Jahr 1553 als Heinrich von Isenburg-Neumagen seinen Besitz seinen Vettern in Grenzau überließ und dafür die „Dorrholzer“ Leibeigenen im Kirchspiel Urbach erhielt. Im gleichen Jahre wird Dürrholz als zur „Hohen Veste Puderbach“ gehörig erwähnt. Die Gerichte Urbach und Puderbach wurden Ende des 16. Jahrhunderts aufgehoben und in die Zuständigkeit des gräflich-wiedischen Amtmanns zu Dierdorf gelegt.

### Daufenbach
In einer Urkunde vom Jahre 1395 heißt Daufenbach „Duyffenbach“, also Tiefenbach. Damals besaß das Stift Herford Güter in Daufenbach. Es gab auch ein Rittergeschlecht derer von Daufenbach. Der Name Daufenbach weist auch auf nasses, feuchtes Gebiet hin.

### Muscheid
In einer Urkunde vom Jahre 1539 heißt Muscheid: „Mutscheid“. „Mut“, die Kürzung des germanischen Vornamens „Mutho“, verbunden mit der Endung „scheid“, was Grenze bedeutet. Demnach könnte angenommen werden, dass die Dörfer der Gemeinde in der Zeit von der Völkerwanderung bis zur Einführung des Christentums gegründet wurden. Einer anderen Deutung zufolge kommt der Name Muscheid von „Moos“ und „Scheid“ im Sinne von Wasserscheide oder Grenzscheide.

### Werlenbach
In der zugrunde liegenden Literatur findet sich lediglich der Hinweis, dass der Ortsname Werlenbach schwer zu deuten ist.

### Bevölkerungsentwicklung
Die Entwicklung der Einwohnerzahl von Dürrholz, die Werte von 1871 bis 1987 beruhen auf Volkszählungen:
| Jahr | Einwohner |
| ---- | --------- |
| 1815 | 311       |
| 1835 | 376       |
| 1871 | 496       |
| 1905 | 540       |
| 1939 | 624       |
| 1950 | 660       |
| 1961 | 719       |

| Jahr | Einwohner |
| ---- | --------- |
| 1970 | 856       |
| 1987 | 972       |
| 1997 | 1.126     |
| 2005 | 1.322     |
| 2011 | 1.239     |
| 2017 | 1.264     |
| 2022 | 1.302     |

## Politik

### Gemeinderat
Der Gemeinderat in Dürrholz besteht aus 16 Ratsmitgliedern, die bei der Kommunalwahl am 9. Juni 2024 in einer Mehrheitswahl gewählt wurden, und dem ehrenamtlichen Ortsbürgermeister als Vorsitzendem.

### Bürgermeister
Stephan Sokola wurde am 28. August 2024 Ortsbürgermeister von Dürrholz. Bei der Direktwahl am 9. Juni 2024 war er als einziger Bewerber mit einem Stimmenanteil von 85,1 % für fünf Jahre gewählt worden.
Sokolas Vorgänger waren seit Juli 2004 Anette Wagner und zuvor Wolfgang Runkel.

### Wappen
| Wappen von Dürrholz | Blasonierung: „Unter silbernem Schildhaupt, darin ein grüner Forsthaken, in Rot drei fächerförmig gestellte zweizeilige Ähren.“ |
| Wappen von Dürrholz | Wappenbegründung: Die drei Ähren sollen auf die drei Orte Daufenbach, Muscheid und Werlenbach hinweisen, die die Gemeinde Dürrholz und deren frühere landwirtschaftliche Nutzung bilden. Die drei Ähren gehen von einem Halm aus und sollen das Gemeinsame der drei genannten Orte andeuten. Der Forsthaken symbolisiert den Waldreichtum der Gemeinde und weist auch auf deren Name Dürrholz hin. Die Wappenfarben Rot und Silber weisen darauf hin, dass die Gemeinde Dürrholz ehemals zur Grafschaft Wied bzw. zum Fürstentum Wied gehörte. Das Wappen hat Rechtsgültigkeit seit dem 24. September 1974, der Entwurf stammt von Ernst Zeiler, Raubach. |

## Sehenswürdigkeiten
siehe auch Liste der Naturdenkmale in Dürrholz

## Wirtschaft und Infrastruktur
In der Gemeinde Dürrholz existiert ein Industriegebiet im Ortsteil Daufenbach.

### Verkehr
- Östlich der Gemeinde verläuft die Bundesstraße 256, die von Neuwied nach Altenkirchen führt.
- Die nächste Autobahn-Anschlussstelle ist Neuwied an der Bundesautobahn 3.
- Der nächstgelegene ICE-Bahnhof ist in Montabaur an der Schnellfahrstrecke Köln–Rhein/Main.

## Persönlichkeiten
- Bernd Löhr (* 1962 in Werlenbach), Kameramann und Regisseur